# Praga 2
Praga 2, formalmente il distretto municipale di Praga 2 (in ceco Městská čast Praha 2), è un comune di secondo livello a Praga. È coestensivo con il distretto amministrativo nazionale (správní obvod) con lo stesso nome.
Alla fine del 2004, 48.918 persone vivevano in 34.689 case del distretto. Con 4.19 km², Praga 2 è il distretto amministrativo più piccolo del paese.
Il distretto comprende tutta Vyšehrad e parti di Vinohrady, Città Nuova e Nusle. Il quartiere è rimasto intatto dalla sua creazione nel 1960.

## Vyšehrad
Vyšehrad contiene il cimitero nazionale ceco e le rovine di una fortezza medievale. È considerata l'area dell'establishment storico dei sovrani cechi. Oggigiorno Vyšehrad è una zona residenziale di alto livello.

## Vinohrady
Anche il centro storico di Vinohrady, con i suoi costosi edifici della fine del XIX e dell'inizio del XX secolo, rientra nella giurisdizione di Praga 2. La popolarità di questo quartiere come zona residenziale non si basa solo sulla bellezza delle facciate e sull'ordine delle strade, ma anche sulla sua posizione tra i primi a Praga nell'area dei servizi gastronomici in termini di qualità e quantità. Inoltre rappresenta uno dei principali epicentri della vita notturna di Praga, anche per la comunità LGBT. Alcune attrazioni importanti sono la torre della televisione Žižkov e i giardini Rieger - uno dei parchi più famosi di Praga. La grande piazza centrale di Vinohrady si chiama Namesti Miru, dove si possono trovare il Teatro Vinohrady, la Casa Nazionale di Vinohrady e il principale edificio municipale di Praga 2.

## Nové Město / Città Nuova
La Città Nuova è una zona meno residenziale ma commerciale ed è nota per la stazione "Pavlak" - IP Pavlova, che collega Karlovo náměstí - e quindi anche Città Nuova - con Náměstí Míru a Vinohrady. Qui si incrociano le linee del tram con la linea C della metropolitana, così come gli autobus notturni e la superstrada che porta le auto dall'autostrada D1 direttamente al centro e attraverso Holešovice, nel nord della città.
I siti più importanti sono Piazza Carlo, il Nuovo municipio, la Cattedrale dei Santi Cirillo e Metodio, i Giardini Botanici e diversi edifici dell'Università Carolina ad Albertov, nonché la barocca Villa America.

## Nusle
Il centro di Nusle è Náměstí bratři Synků, dove i tram collegano I.P.Pavlova e Piazza Carlo. Tra i luoghi principali ci sono Parco Folimanka, Ponte di Nusle e Havlíčkovy sady, con la sua straordinaria vista dell'industriale Spořilov e dei grattacieli di Pankrác.